# Buștea
Buștea – wieś w Rumunii, w okręgu Buzău, w gminie Mânzălești. W 2011 roku liczyła 137 mieszkańców.